# Wioślarstwo na Letnich Igrzyskach Olimpijskich 2008 – dwójka bez sternika mężczyzn
Dwójka bez sternika mężczyzn (M2-) – konkurencja rozgrywana podczas Letnich Igrzysk Olimpijskich 2008 w Pekinie między 9 a 16 sierpnia w Parku Olimpijskim Shunyi.

## Harmonogram konkurencji
Wszystkie godziny w standardowym czasie chińskim (UTC+8)
| Godzina                        | Wydarzenie  | Runda         |
| ------------------------------ | ----------- | ------------- |
| Sobota, 9 sierpnia 2008        | 16:10-16:40 | Eliminacje    |
| Poniedziałek, 11 sierpnia 2008 | 16:50-17:00 | Repasaże      |
| Środa, 13 sierpnia 2008        | 16:10-16:30 | Półfinały A/B |
| Środa, 13 sierpnia 2008        | 17:20-17:30 | Finał C       |
| Piątek, 15 sierpnia 2008       | 17:20-17:30 | Finał B       |
| Sobota, 16 sierpnia 2008       | 16:30-16:40 | Finał A       |

## Medaliści
| Złoto  | Australia · Drew Ginn · Duncan Free                 |
| Srebro | Kanada · David Calder · Scott Frandsen              |
| Brąz   | Nowa Zelandia · Nathan Twaddle · George Bridgewater |

## Wyniki

### Eliminacje
Reguła kwalifikacji: 1-3 → PA/B, 4.. → R

#### Eliminacje 1
| Miejsce | Zawodnik                            | Kraj              | Czas    | Uwagi |
| ------- | ----------------------------------- | ----------------- | ------- | ----- |
| 1       | Erwan Peron Laurent Cadot           | Francja           | 6:46,57 | PA/B  |
| 2       | Giuseppe De Vita Raffaello Leonardo | Włochy            | 6:51,01 | PA/B  |
| 3       | Dave Calder Scott Frandsen          | Kanada            | 6:54,88 | PA/B  |
| 4       | Piotr Hojka Jarosław Godek          | Polska            | 7:01,90 | R     |
| 5       | Tyler Winklevoss Cameron Winklevoss | Stany Zjednoczone | 7:13,64 | R     |

#### Eliminacje 2
| Miejsce | Zawodnik                          | Kraj              | Czas    | Uwagi |
| ------- | --------------------------------- | ----------------- | ------- | ----- |
| 1       | Drew Ginn Duncan Free             | Australia         | 6:41,15 | PA/B  |
| 2       | Shaun Keeling Ramon di Clemente   | Południowa Afryka | 6:45,26 | PA/B  |
| 3       | Tom Lehmann Felix Drahotta        | Niemcy            | 6:48,60 | PA/B  |
| 4       | Robin Bourne-Taylor Tom Solesbury | Wielka Brytania   | 6:59,48 | R     |
| 5       | Morten Nielsen Thomas Larsen      | Dania             | 7:17,43 | R     |

#### Eliminacje 3
| Miejsce | Zawodnik                          | Kraj          | Czas    | Uwagi |
| ------- | --------------------------------- | ------------- | ------- | ----- |
| 1       | Nathan Twaddle George Bridgewater | Nowa Zelandia | 6:41,65 | PA/B  |
| 2       | Goran Jagar Nikola Stojić         | Serbia        | 6:46,71 | PA/B  |
| 3       | Jakub Makovička Václav Chalupa    | Czechy        | 6:52,50 | PA/B  |
| 4       | Siniša Skelin Nikša Skelin        | Chorwacja     | 7:16,35 | R     |

### Repasaże
Reguła kwalifikacji: 1-3 → PA/B, 4.. → FC
| Miejsce | Zawodnik                            | Kraj              | Czas    | Uwagi |
| ------- | ----------------------------------- | ----------------- | ------- | ----- |
| 1       | Tyler Winklevoss Cameron Winklevoss | Stany Zjednoczone | 6:36,87 | PA/B  |
| 2       | Siniša Skelin Nikša Skelin          | Chorwacja         | 6:38,30 | PA/B  |
| 3       | Morten Nielsen Thomas Larsen        | Dania             | 6:38,33 | PA/B  |
| 4       | Robin Bourne-Taylor Tom Solesbury   | Wielka Brytania   | 6:41,43 | FC    |
| 5       | Piotr Hojka Jarosław Godek          | Polska            | 6:44,19 | FC    |

### Półfinały A/B
Reguła kwalifikacji: 1-3 → FA, 4.. → FB

#### Półfinały A/B 1
| Miejsce | Zawodnik                          | Kraj              | Czas    | Uwagi |
| ------- | --------------------------------- | ----------------- | ------- | ----- |
| 1       | Dave Calder Scott Frandsen        | Kanada            | 6:34,02 | FA    |
| 2       | Nathan Twaddle George Bridgewater | Nowa Zelandia     | 6:36,05 | FA    |
| 3       | Shaun Keeling Ramon di Clemente   | Południowa Afryka | 6:37,18 | FA    |
| 4       | Jakub Makovička Václav Chalupa    | Czechy            | 6:37,88 | FB    |
| 5       | Erwan Peron Laurent Cadot         | Francja           | 6:44,29 | FB    |
| 6       | Siniša Skelin, Nikša Skelin       | Chorwacja         | 7:14,50 | FB    |

#### Półfinały A/B 2
| Miejsce | Zawodnik                            | Kraj              | Czas    | Uwagi |
| ------- | ----------------------------------- | ----------------- | ------- | ----- |
| 1       | Drew Ginn Duncan Free               | Australia         | 6:34,29 | FA    |
| 2       | Tyler Winklevoss Cameron Winklevoss | Stany Zjednoczone | 6:36,65 | FA    |
| 3       | Tom Lehmann Felix Drahotta          | Niemcy            | 6:37,26 | FA    |
| 4       | Goran Jagar Nikola Stojić           | Serbia            | 6:38,96 | FB    |
| 5       | Giuseppe De Vita Raffaello Leonardo | Włochy            | 6:47,30 | FB    |
| 6       | Morten Nielsen Thomas Larsen        | Dania             | 6:48,65 | FB    |

### Finały

#### Finał C
| Miejsce | Zawodnik                          | Kraj            | Czas    | Uwagi |
| ------- | --------------------------------- | --------------- | ------- | ----- |
| 1       | Robin Bourne-Taylor Tom Solesbury | Wielka Brytania | 6:46,83 |       |
| 2       | Piotr Hojka Jarosław Godek        | Polska          | 6:53,68 |       |

#### Finał B
| Miejsce | Zawodnik                         | Kraj      | Czas    | Uwagi |
| ------- | -------------------------------- | --------- | ------- | ----- |
| 1       | Goran Jagar Nikola Stojić        | Serbia    | 6:49,12 |       |
| 2       | Jakub Makovička Václav Chalupa   | Czechy    | 6:52,57 |       |
| 3       | Erwan Peron Laurent Cadot        | Francja   | 6:54,40 |       |
| 4       | Morten Nielsen Thomas Larsen     | Dania     | 6:55,37 |       |
| 5       | Dario Dentale Raffaello Leonardo | Włochy    | 7:04,91 |       |
| 6       | Siniša Skelin Nikša Skelin       | Chorwacja | 7:11,19 |       |

#### Finał A
| Miejsce | Zawodnik                            | Kraj              | Czas    | Uwagi |
| ------- | ----------------------------------- | ----------------- | ------- | ----- |
|         | Drew Ginn Duncan Free               | Australia         | 6:37,44 |       |
|         | Dave Calder Scott Frandsen          | Kanada            | 6:39,55 |       |
|         | Nathan Twaddle George Bridgewater   | Nowa Zelandia     | 6:44,19 |       |
| 4       | Tom Lehmann Felix Drahotta          | Niemcy            | 6:47,40 |       |
| 5       | Shaun Keeling Ramon di Clemente     | Południowa Afryka | 6:47,83 |       |
| 6       | Tyler Winklevoss Cameron Winklevoss | Stany Zjednoczone | 7:05,58 |       |